# Hun Manet
Hun Manet   (Memot District, 20 d'octubre de 1977) és un polític i militar cambodjà, primer ministre de Cambodja. Abans del seu nomenament polític, va servir en les Reials Forces Armades de Cambodja (RCAF) com a vicecomandant en cap i comandant de l'Exèrcit Reial de Cambodja. És el fill major del primer ministre Hun Sen i Bun Rany.
Va créixer i va rebre la seva educació general a Phnom Penh. El 1995 es va unir a les forces armades i va entrar a l'Acadèmia Militar dels Estats Units de West Point, on es va diplomar el 1999, sent el primer cambodjà a graduar-se en aquesta acadèmia.
El 4 de desembre de 2021, va ser triat per unanimitat pel Comitè Central del Partit Popular de Cambodja com a futur candidat del partit per ser primer ministre, després d'Hun Sen. Després de les eleccions de 2023, el 26 de juliol, Hun Sen va anunciar la seva dimissió com a primer ministre, convertint oficialment a Manet en el primer ministre designat.

## Biografia
Va néixer el 20 d'octubre de 1977 en el llogaret de Koh Thmar, en el districte de Memot, a la província de Kampong Cham, a la Kamputxea Democràtica governada pels  khmers roigs, com a segon fill d'Hun Sen i Bun Rany.
Va créixer i es va educar a Phnom Penh. El 1995 es va unir a les Reials Forces Armades de Cambodja (RCAF) i va entrar en l'Acadèmia Militar dels Estats Units de West Point, rebent el seu diploma el 1999. En graduar-se de West Point, va rebre la seva llicenciatura en economia i una comissió com a Tinent en el Reial Exèrcit de Cambodja. També va rebre el seu Mestratge en Arts en Economia de la Universitat de Nova York, EUA, el 2002, i un Doctorat en Economia de la Universitat de Bristol, Regne Unit, el 2009, titulat "Què determina la distribució de grandària ferma i la integració estructural? Un estudi transversal".
El 2011 es va convertir en general Major, pocs mesos després de ser nomenat Comandant Adjunt del Reial Exèrcit de Cambodja i Cap Adjunt de l'Estat Major Conjunt de la RCAF. Va participar en les negociacions durant la retirada provisional cambodja-tailandesa de 2008. Es va convertir en tinent general el juny de 2013. El 20 d'abril de 2023, va ser ascendit a general de quatre estrelles.

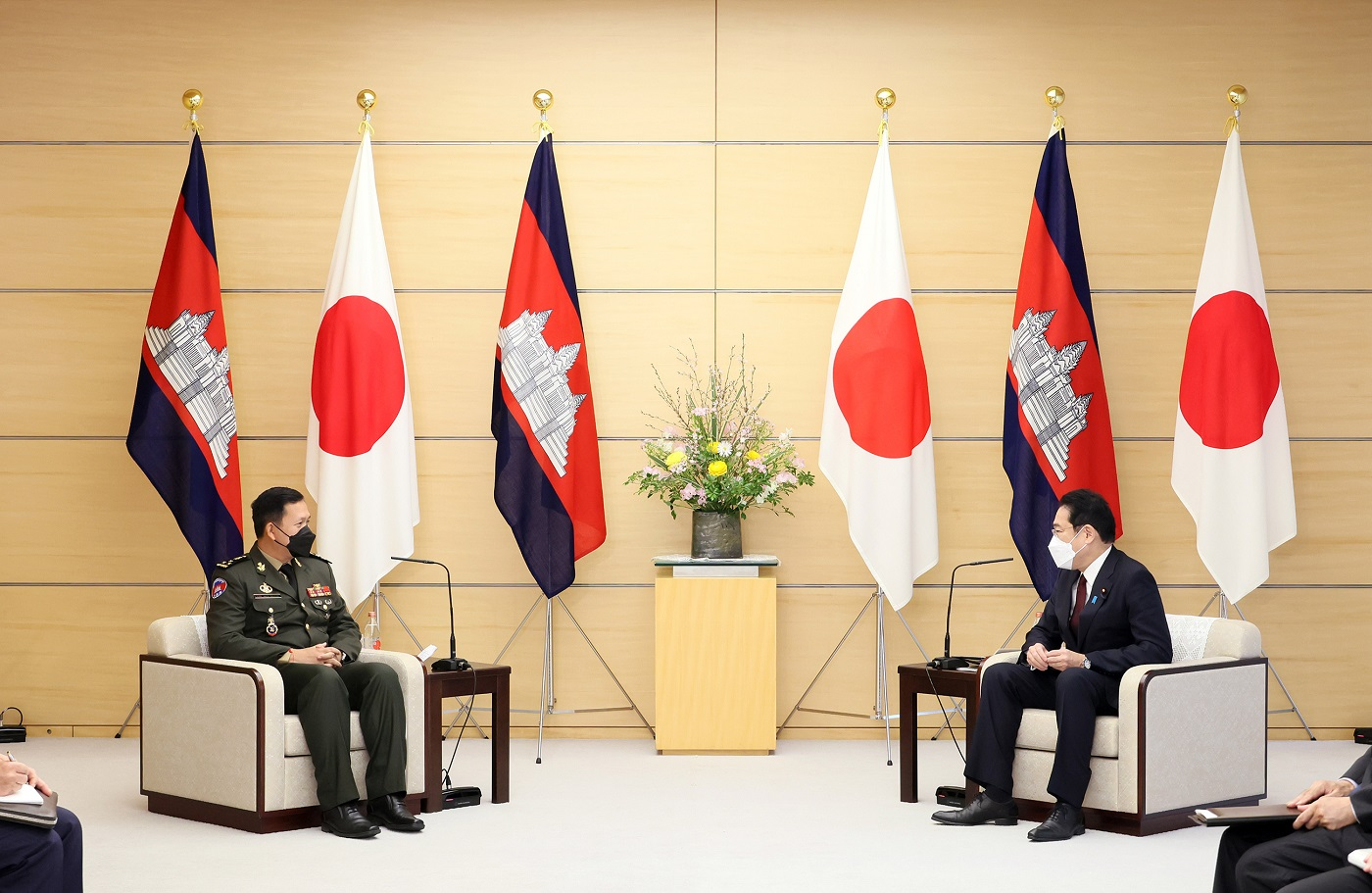
Reunió del Tinent General Hun Manet amb el Primer Ministre japonès Fumio Kishida a Tòquio, 16 de febrer de 2022

El 30 de juny de 2018, setmanes abans de les eleccions parlamentàries, Hun Sen va ascendir militarment a Hun Manet, en un intent de preparar al seu fill i consolidar la dinastia política d'Hun a Cambodja.
El 2020, va ser promogut al capdavant de l'ala juvenil del CPP.
Hun Sen va anunciar públicament el seu suport a la candidatura de Manet com a primer ministre per primera vegada el desembre de 2021.
Hun Manet va ser candidat de primer rang a Phnom Penh per a l'Assemblea Nacional en les eleccions generals de 2023, requisit necessari per a ser nomenat primer ministre. Tres dies després de l'elecció en la qual el CPP va reivindicar una victòria aclaparadora, Hun Sen va anunciar la seva dimissió i va confirmar que Hun Manet seria el nou primer ministre. El 7 d'agost, el Rei Norodom Sihamoni va emetre un reial decret que designava oficialment a Manet com a nou primer ministre i li va convidar a formar un nou govern per al setè mandat, amb subjecció a un vot de confiança de l'Assemblea Nacional el 22 d'agost.
Hun Manet està casat amb Pich Chanmony, filla de Pich Sophoan, antic secretari d'Estat del Ministeri de Treball. Un dels seus fills és ciutadà estatunidenc, nascut mentre Manet estava estudiant allí.